# رنسانس (حزب)
رنسانس (به فرانسوی: Renaissance (RE)) یا صرفا آن مارش! (به فرانسوی: En Marche !) چنان که نام اولیه‌اش بود، یک حزب سیاسی لیبرال و میانه گرا در فرانسه است. این حزب با نام لا رپوبلیک آن مارش (به فرانسوی: La République En Marche !) با مفهوم کلی «جمهوری در حرکت»،پیشرو»، یا «به پیش»، با نام کامل رسمی (Association pour le renouvellement de la vie politique) به معنی «ائتلاف برای نوسازی سیاست»، به عنوان  تاسیس شد. 
این حزب در ۶ آوریل ۲۰۱۶ توسط امانوئل مکرون وزیر سابق اقتصاد و صنعت، و اقتصاد دیجیتال، و رئیس جمهور کنونی (۲۰۲۲) فرانسه تأسیس شد. از نظر ماکرون آن مارش! یک جنبش مترقی است. نام‌های «آن مارش!» و «امانوئل مکرون» هردو کوتاه‌نویسی مشترکی دارند زیرا حروف آغازین هردو «.E. M» است.

## پیشینه
حزب آن مارش! در ۶ آوریل ۲۰۱۶ در شهر آمیان (مرکز ناحیه پیکاردی) توسط امانوئل مَکرون تأسیس شد. این حزب در نظر دارد در پانزدهمین مجمع ملی جمهوری پنجم فرانسه برای انتخابات مجلس فرانسه در ۲۰۱۷ که در ۱۱ و ۱۸ ماه ژوئن انجام می‌شود نامزد معرفی کند.که نیمی از اعضای آن را جامعهٔ مدنی کشور تشکیل می‌دهند. این حزب سیاسی در «انستیتو مونتنی» به ثبت رسیده‌است.

## ایدئولوژی
هرچند ماکرون از ۲۰۰۶ تا ۲۰۰۹ عضو حزب سوسیالیست و از ۲۰۰۹ تا ۲۰۱۶ یک نمایندهٔ مستقل بود ولی حزب آن مارش! در تلاش است برای رسیدن به فراتر از مرزهای سیاسی سنتی موجود و ایجاد یک سازمان فراگیر میان‌حزبی، که ماکرون آن را به عنوان یک سازمان مترقی واقع‌گرا از هر دو جناح راست و چپ توصیف کرده‌است.
از دیدگاه ایدئولوژی، در برخی رسانه‌ها، آن مارش! با حزب سیاسی لیبرال مترقی اسپانیایی؛ حزب شهروندان اسپانیا، و ماکرون، با رهبر آن آلبر ریورا مقایسه شده‌است.